# Motor paso a paso híbrido
La expresión Motor paso a paso híbrido se refiere a un motor eléctrico del tipo paso a paso, cuyo funcionamiento se basa en la combinación de los otros dos tipos de motores paso a paso, el Motor de reluctancia variable y el motor de magnetización permanente. 

## Estructura
El rotor suele estar constituido por anillos de acero dulce dentado en un número ligeramente distinto al del estator y dichos anillos montados sobre un imán permanente dispuesto axialmente. El tipo Híbrido es probablemente el más usado de todos los motores por pasos. Originalmente desarrollado como un motor de magnetización permanente sincrónico de baja velocidad, su construcción es una combinación de los diseños del último y de reluctancia variable. El motor Híbrido consiste en un estator dentado y un rotor de tres partes (apilado simple). El rotor de apilado simple contiene dos piezas de polos separados por un magneto permanente magnetizado, con los dientes opuestos desplazados en una mitad de un salto de diente para permitir una alta resolución de pasos.
- Datos: Q10919297